# Lagumaddepalli, Bagepalli
Lagumaddepalli là một làng thuộc tehsil Bagepalli, huyện Chikkaballapur, bang Karnataka, Ấn Độ.